# Guerre seminole
Le guerre seminole, anche conosciute come le guerre di Florida, furono tre conflitti accaduti in Florida tra vari gruppi di nativi americani, collettivamente conosciuti come seminole, e gli Stati Uniti. La prima guerra seminole durò dal 1817 al 1818; la seconda dal 1835 al 1842; e la terza dal 1855 al 1858. La seconda guerra seminole, alla quale ci si riferisce spesso come "la" guerra seminole, fu il conflitto più duraturo a cui parteciparono gli Stati Uniti tra la rivoluzione americana e la guerra del Vietnam.

## Antefatto

### Florida coloniale
La popolazione originaria della Florida era diminuita con l'arrivo degli europei nella regione. Gli amerindi avevano poca resistenza alle malattie importate dall'Europa. La soppressione delle rivolte degli indigeni da parte della popolazione spagnola la aveva ulteriormente ridotta nel nord della Florida.
Una serie di attacchi, che si estesero in tutta la penisola, da parte dei soldati della provincia della Carolina e dei loro alleati indiani portarono alla perdita della vita di quasi tutti gli indigeni che abitavano quella terra dall'inizio del secolo XVIII. Quando la Spagna consegnò la Florida al Regno Unito nel 1763, gli spagnoli portarono i pochi superstiti indiani a Cuba.
Gruppi di diverse tribù nel sud-est degli Stati Uniti iniziarono a muoversi nei terreni liberi in Florida. Nel 1715 gli yamasee migrarono in Florida, come alleati degli spagnoli dopo il conflitto con le colonie inglesi. Anche i creek, prima quelli delle zone di pianura e poi quelli delle Highlands, avevano iniziato ad avventurarsi in Florida. Una tribù di lingua hitchiti (un'altra delle lingue muskogean diffuse nell'area), i mikasuki, si stabilirono lungo quello che oggi è il lago Miccosukee, vicino a Tallahassee, mantenendo poi fino ad oggi la propria identità etnica. Un altro gruppo di lingua hitchiti, guidato da un capo chiamato dagli inglesi Cowkeeper (bovaro), anche noto come Ahaya Secoffee, si stabilì in quella che è oggi la contea di Alachua, una zona in cui gli spagnoli allevavano il loro bestiame nel XVII secolo. Una zona di queste era il famoso ranch chiamato "Rancho de la Chua", e divenne noto come "Prairie Alachua". Gli spagnoli di St. Augustine cominciarono a chiamare gli indiani del Alachua Creek cimarrones, che in pratica significa "selvaggi" o "scappati", e questo è probabile che abbia dato luogo a "seminole". Questo nome fu dato anche ad altri gruppi in Florida, ma gli indiani si ritenevano come membri di tribù diverse. Un altro gruppo che ha partecipato alla guerra semínole furono gli yuchi, "indiani spagnoli", chiamati così perché pensavano di discendere dai calusa, che vivevano nei campi di pesca spagnoli/costa cubana della Florida.
Gli schiavi che raggiungevano la Florida spagnola erano liberi. Le autorità spagnole accoglievano gli schiavi nei loro territori e permettevano loro di stabilirsi in una loro propria città che chiamarono Fort Mose, nei pressi di San Agostino, formando milizie a difesa della città. Altri schiavi fuggiaschi si unirono a diverse "bande" di seminole, a volte come schiavi, a volte come membri della tribù.
In ogni caso, il regime della schiavitù nella "Florida India" non era neppure comparabile per gravosità con quello delle colonie inglesi. Nel 1858 il politico abolizionista Joshua Reed Giddings (1795–1864) annotò che in effetti i ricchi seminole: 
(The Exiles of Florida, 1858, pag. 79)
Mentre la maggior parte degli schiavi che erano a Fort Mose andò a Cuba quando gli spagnoli consegnarono la Florida nel 1763, altri rimasero con le varie bande di indiani; gli schiavi continuarono a fuggire dalla Carolina e dalla Georgia, in Florida. I neri che erano rimasti o che avevano successivamente aderito ai seminole vennero integrati nella loro tribù, impararono la loro lingua, adottarono il loro abbigliamento e si sposarono tra loro. Alcuni di questi neri seminole vennero alla ribalta come leader tribali.

### I primi conflitti
Durante la Rivoluzione americana, i britannici - che controllavano la Florida – assunsero i seminole per attaccare gli insediamenti al confine con la Georgia. Questi fatti fecero sì che i seminole diventassero nemici degli Stati Uniti. Nel 1783, come parte del trattato di Parigi che concluse la guerra di indipendenza degli Stati Uniti, la Florida fu restituita alla Spagna. La Spagna non esercitò molto potere sulla Florida, lasciando solo una piccola guarnigione di soldati a San Agustín, San Marcos e Pensacola. Neanche la frontiera tra Florida e gli Stati Uniti era molto controllata. Ancora i Mikasukis e altri gruppi seminole occupavano zone da questo lato della frontiera degli Stati Uniti, mentre degli americani emigrarono illegalmente verso la Florida spagnola.
Nel 1763 i britannici avevano divisero la penisola in due: Florida Orientale e Florida Occidentale; gli spagnoli mantennero tale divisione quando la Florida tornò in loro possesso nel 1783. La Florida Occidentale si estendeva dal fiume Apalachicola al fiume Mississippi. Insieme ai possedimenti nella Louisiana, dava alla Spagna il controllo della parte bassa di tutti i fiumi che attraversano gli Stati Uniti all'ovest degli Appalachi. Oltre all'imperiosa necessità di espandersi, gli Stati Uniti volevano acquisire la Florida sia per facilitare il libero commercio nei fiumi dell'ovest, sia per prevenire che la Florida fosse utilizzata come base per un'invasione degli Stati Uniti da parte di un Paese europeo.
L'acquisto della Louisiana nel 1803 mise lo sbocco del fiume Mississippi in mani americane, ma la maggior parte di Georgia, Alabama, Mississippi e Tennessee erano irrigati da fiumi che passavano attraverso la Florida Occidentale od Orientale per finire nel Golfo del Messico. Gli USA affermarono che nell'acquisto della Louisiana era inclusa la Florida Occidentale a est del fiume Perdido, mentre la Spagna affermava che la Florida Occidentale si estendeva a tutto il fiume Mississippi. Nel 1810 i residenti di Baton Rouge formarono un nuovo governo, s'impadronirono del forte spagnolo e chiesero la protezione degli Stati Uniti. Il presidente James Madison autorizzò William CC Claiborne, governatore del Territorio di Orleans (il futuro Stato della Louisiana), a impadronirsi della Florida Occidentale, dal fiume Mississippi fino all'est del fiume Perdido, benché Claiborne occupasse solo la zona ovest del fiume Pearl, l'attuale limite orientale della Louisiana. Madison incaricò George Mathews che si occupasse della Florida. Quando la richiesta di dare il resto della Florida Occidentale agli USA fu respinta dal governatore, Mathews si recò in Florida Orientale, in un tentativo di incitare ad una ribellione simile a quella avvenuta a Baton Rouge. I residenti della Florida Orientale erano contenti del loro modo di vita e crearono così una forza di volontari, ai quali venne promesso un lotto di terre in Georgia. Nel marzo di 1812, questa forza di "patrioti", con l'aiuto di alcuni cannoni della marina degli Stati Uniti, si impadronì di Fernandina. Originalmente l'occupazione di Fernandina era stata autorizzata dal presidente James Madison, ma venne smentita più tardi. I patrioti non poterono prendere il castello di San Marcos a San Augustin; tuttavia, lo scoppio della guerra con la Gran Bretagna portò infine all'incursione americana nella Florida Orientale. Nel 1813 una forza statunitense riuscì a strappare Mobile agli spagnoli.
Prima che l'esercito patriota si ritirasse dalla Florida, i seminole, come alleati degli spagnoli, cominciarono ad attaccarlo. Questi attacchi rinforzarono l'opinione americana che i seminole erano nemici. La presenza di seminole neri nel combattimento incrementò anche la vecchia paura di una ribellione di schiavi fra gli abitanti della Georgia dell'esercito patriota. A settembre 1812 un gruppo di volontari della Georgia attaccò i seminole che vivevano sulla prateria di Alachua, causando scarsi danni. All'inizio del 1813 una forza maggiore attaccò i seminole nei loro villaggi sulla prateria di Alachua, uccidendo un migliaio di capi di bestiame bovino.

## Prima guerra seminole

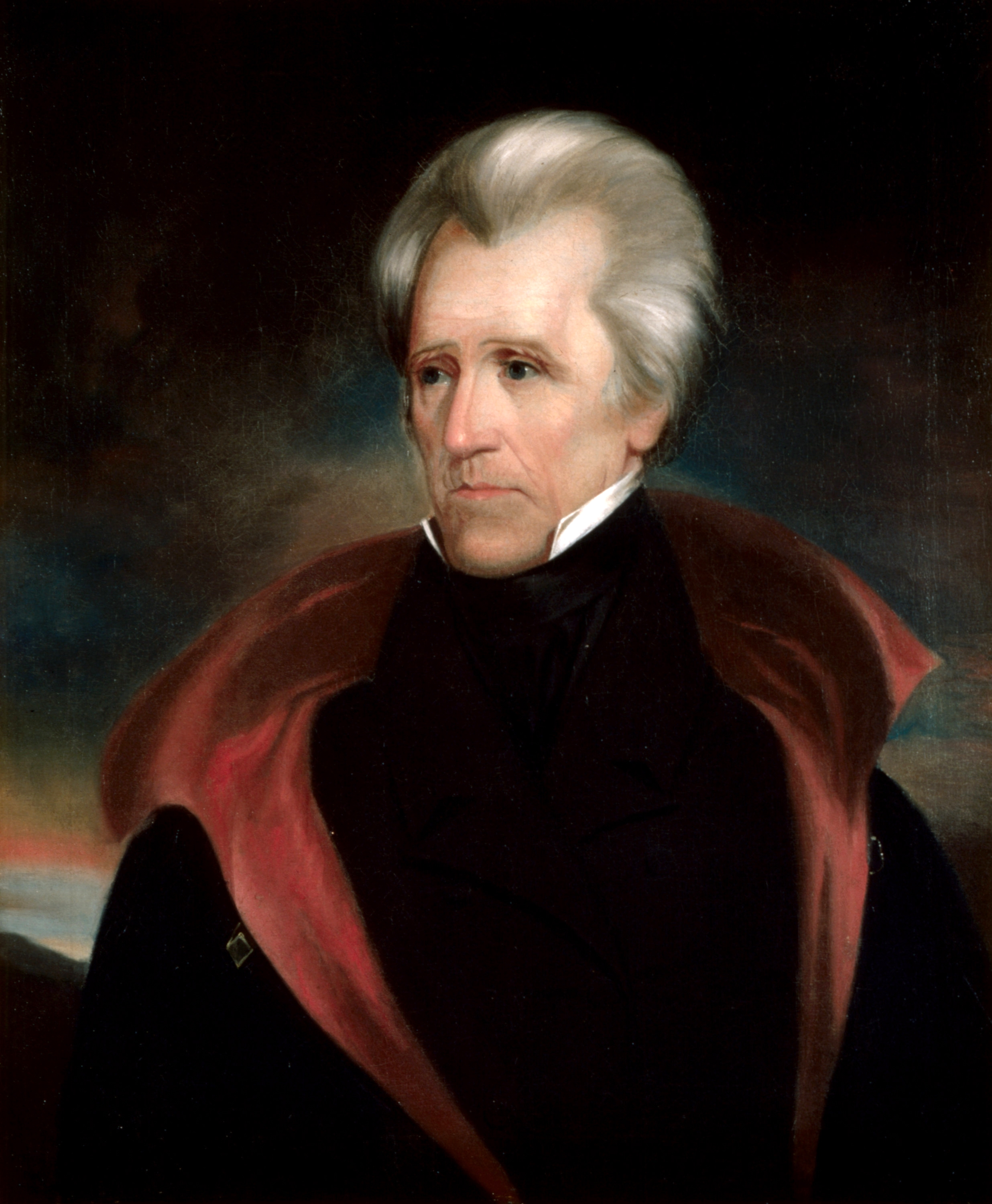
Andrew Jackson guidò un'invasione della Florida durante la prima guerra seminole

Durante la prima guerra seminole, combattuta dal 1814 al 1818, questi ultimi indiani (i seminole appunto) continuavano a dare accoglienza agli schiavi americani provenienti dalla Florida spagnola. 
A causa della situazione, intollerabile per il governo degli Stati Uniti d'America, quello che in precedenza era un acceso dibattito "politico" si trasformò in aspre e violente lotte, che portarono anche all'incendio di vari villaggi e all'uccisione di molti indiani seminole.
Al termine della guerra, viene eletto presidente degli Stati Uniti Andrew Jackson che, già avversario militare dei seminole, fa pressioni sul Congresso per l'approvazione dell'Indian Removal Act.
Le date di inizio e fine per la prima guerra seminole non si conoscono con precisione. La fanteria dell'Esercito degli USA dice che durò dal 1814 fino al 1819. Un altro posto dell'Armata si riferisce a detta guerra dal 1817 al 1818. Infine, l'unità storica del 1º Battaglione, 5º di Artiglieria di Campagna descrive la guerra come qualcosa che accade solo nel 1818.

### Guerra Creek e il Forte Negro
Il successivo evento di notevole entità che coinvolse i seminole della Florida fu la guerra Creek del 1813 -1814. Andrew Jackson si trasformò in un eroe nazionale nel 1814 dopo la sua vittoria sui creek Bastoni Rossi nella battaglia di Horseshoe Bend. Dopo il suo trionfo, Jackson impose il trattato del Forte Jackson sui creek, causando la perdita di gran parte del loro territorio al sud della Georgia e il centrosud dell'Alabama. In conseguenza, molti dei Creek che vi vivevano lasciarono Alabama e Georgia e si spostarono in Florida.
Bisogna tenere ugualmente in conto che nel 1814 i britannici, che erano in guerra con gli Stati Uniti, avevano inviato contemporaneamente rinforzi a Pensacola e altri posti della Florida Occidentale che incominciò a reclutare indi alleati. Nel maggio del 1814, una forza britannica riuscì a salire per lo sbocco del fiume Apalachicola, distribuendo armi ai seminole, creek e schiavi fuggitivi. I britannici avanzarono sopra fiume costruendo un forte in 'Prospect Bluff'. I britannici e i loro alleati furono respinti in Mobile e una forza americana guidata dal generale Jackson dovette tirarli fuori da Pensacola. Tuttavia, i lavori per la costruzione del Forte di Prospect Bluff continuarono. Quando finì la guerra, le forze britanniche abbandonarono la Florida Occidentale, eccetto il maggiore Edward Nicholls dei Royal Marines. Diresse l'approvvigionamento della forza con cannoni, fucili e approvvigionamenti, e disse agli indios che il trattato di Gand garantiva la devoluzione delle terre indiane perse durante la guerra, includendo le terre Creek in Georgia e Alabama. I seminole non avevano interesse nel mantenere un forte quindi ritornarono ai loro posto di origine. Prima di andare via nell'estate del 1815, il maggiore Nicholls invitò gli schiavi fuggitivi nella zona a prendere possesso del forte. Si sparse la voce sul forte, e non tardò a essere chiamato il "Forte Negro" per i bianchi del Sud degli Stati Uniti che lo vedevano come un'ispirazione pericolosa per i loro schiavi motivandoli a scappare o ribellarsi.

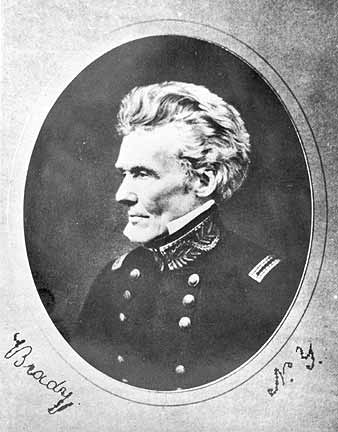
Foto di Edmund Pendleton Gaines

Andrew Jackson volle eliminare il Forte Negro, ma era in territorio spagnolo. Nell'aprile del 1816 informò il governatore della Florida Occidentale che se gli spagnoli non avessero eliminato il forte, lo avrebbe fatto lui. Il governatore replicò che non aveva mezzi a sua disposizione per prendere il forte. Così, Jackson assegnò al brigadier generale Edmun Pendleton Gaines il compito di trattare l'argomento del forte. Gaines ordinò al colonnello Duncan Lamont Clinch di costruire il Forte Scott sul fiume Flint al confine nord della frontiera con la Florida. Gaines fece pubblica la sua intenzione di somministrare il Forte Scott da Nuova Orleans attraverso il fiume Apalachicola, il che significherebbe che sarebbe passato direttamente attraverso il territorio spagnolo e vicino al Forte Negro. Gaines disse a Jackson che usare il fiume Apalachicola per fornire il Forte Scott avrebbe permesso all'armata statunitense di vigilare i Seminole del Forte Negro, e in caso di spari da lì alle barche di fornitura, avrebbero avuto la scusa perfetta per attaccarli.
Una flotta di fornitura per il Forte Scott arrivò da Apalachicola nel luglio del 1816. Clinch andò sull'Apalachicola con una forza di più di 100 soldati americani e circa 150 creek. La flotta di fornitura si trovò con Clinch nel Forte Negro, e le due cannoniere con le sue rispettive flotte presero posizioni nel fiume di fronte al forte. I neri del forte spararono i suoi cannoni sui soldati statunitensi e i loro alleati creek. Gli americani risposero e al nono tiro sparato dalle sue cannoniere, una "bomba calda", una bomba di cannone al rosso vivo, atterrò nella polveriera del forte. L'esplosione causata che si sentì a oltre 100 miglia di distanza (160 km) a Pensacola, abbatté il forte. Delle 320 persone che c'erano lì, più di 250 morirono nell'atto e altri morirono di lì a poco a causa delle ferite. Dopo la distruzione del forte, l'esercito degli USA si ritirò dalla Florida, ma gli occupanti statunitensi e i fuorilegge fecero retate contro i seminole, ammazzando gli indios e rubando loro il bestiame. Il risentimento per gli assassini e i furti commessi per gli americani bianchi si estese tra i seminole, dando luogo a rappresaglie, in questione il recupero del bestiame rubato dai coloni. Il 24 febbraio 1817 i seminole assassinarono la signora Garrett, una donna che viveva nella Contea di Camden (Georgia), e i suoi figli, uno di tre anni e gli altri di due mesi di età.

### Fowltown e il massacro di Scott
Fowltown era un paese Mikasuki nel sudovest della Georgia, a circa 24 km (15 miglia) a est del Forte Scott. Il capo Neamathla di Fowltown entrò in disputa col comandante di Fort Scott David E. Twiggs sull'uso della terra nel lato orientale del fiume Flint, reclamando la sovranità Mikasuki sulla zona. Le terre a sud della Georgia erano state cedute per i Creek nel Trattato del Forte Jackson, ma i Mikasukis non consideravano se stessi come Creek, non si sentivano obbligati dal trattato e non accettavano che i Creek avessero diritti a cedere terra che appartenesse ai Mikasuki. Nel 1817 inviò una forza di 250 uomini affinché attaccasse Neamathla. Il primo attacco fu respinto dai Mikasuki. Il giorno dopo, il 22 novembre 1817, i Mikasukis furono espulsi dal loro territorio. Alcuni storiografi fissano la data dell'inizio della guerra con questo attacco su Fowltown. David B. Mitchell, ex governatore della Georgia che in quel momento lavorava come agente degli indiani (Indian Agent era una persona autorizzata a interagire con le tribù indiane d'America in favore degli Stati Uniti) dichiarò in una relazione al Congresso degli Stati Uniti che l'attacco a Fowltown aveva decretato l'inizio della prima guerra seminole.
Una settimana più tardi una barca che portava forniture per il Forte Scott sotto il comando del tenente R. W. Scott, fu attaccata nel fiume Apalachicola. Nella barca c'erano circa 40 o 50 persone, inclusi 20 soldati malati, 7 mogli di soldati e probabilmente qualche bambino (mentre alcuni relazioni segnalano che ci furono quattro bambini assassinati per i seminole, non è fatta loro nessuna menzione nelle prime relazioni del massacro e la sua presenza non è stata mai confermata). La maggioranza dei passeggeri morirono nell'attacco. Una donna fu fatta prigioniera e solo sei superstiti arrivarono al forte.
Il generale Gaines aveva ordini di non invadere la Florida, ma in seguito si modificarono per permettere intrusioni brevi. Quando arrivarono le notizie del massacro di Scott in Apalachicola a Washington, ordinarono a Gaines di invadere la Florida e perseguire gli indiani ma di non attaccare nessuna delle installazioni spagnole. Tuttavia, Gaines si diresse verso l'est della Florida per fare fronte ai pirati che avevano occupato Fernandina. Il segretario alla Guerra John C. Calhoun ordinò ad Andrew Jackson di condurre l'invasione della Florida.